# St. Louis Park
St. Louis Park es una ciudad ubicada en el condado de Hennepin en el estado estadounidense de Minnesota. Es además un suburbio de Mineápolis. En el Censo de 2010 tenía una población de 45.250 habitantes y una densidad poblacional de 1.609,2 personas por km².

## Geografía
Según la Oficina del Censo de los Estados Unidos, St. Louis Park tiene una superficie total de 28.12 km², de la cual 27.55 km² corresponden a tierra firme y (2.04%) 0.57 km² es agua.

## Demografía
Según el censo de 2010, había 45250 personas residiendo en St. Louis Park. La densidad de población era de 1.609,2 hab./km². De los 45250 habitantes, St. Louis Park estaba compuesto por el 83.28% blancos, el 7.45% eran afroamericanos, el 0.45% eran amerindios, el 3.84% eran asiáticos, el 0.09% eran isleños del Pacífico, el 1.79% eran de otras razas y el 3.09% pertenecían a dos o más razas. Del total de la población el 4.29% eran hispanos o latinos de cualquier raza.